# Poblamiento de América

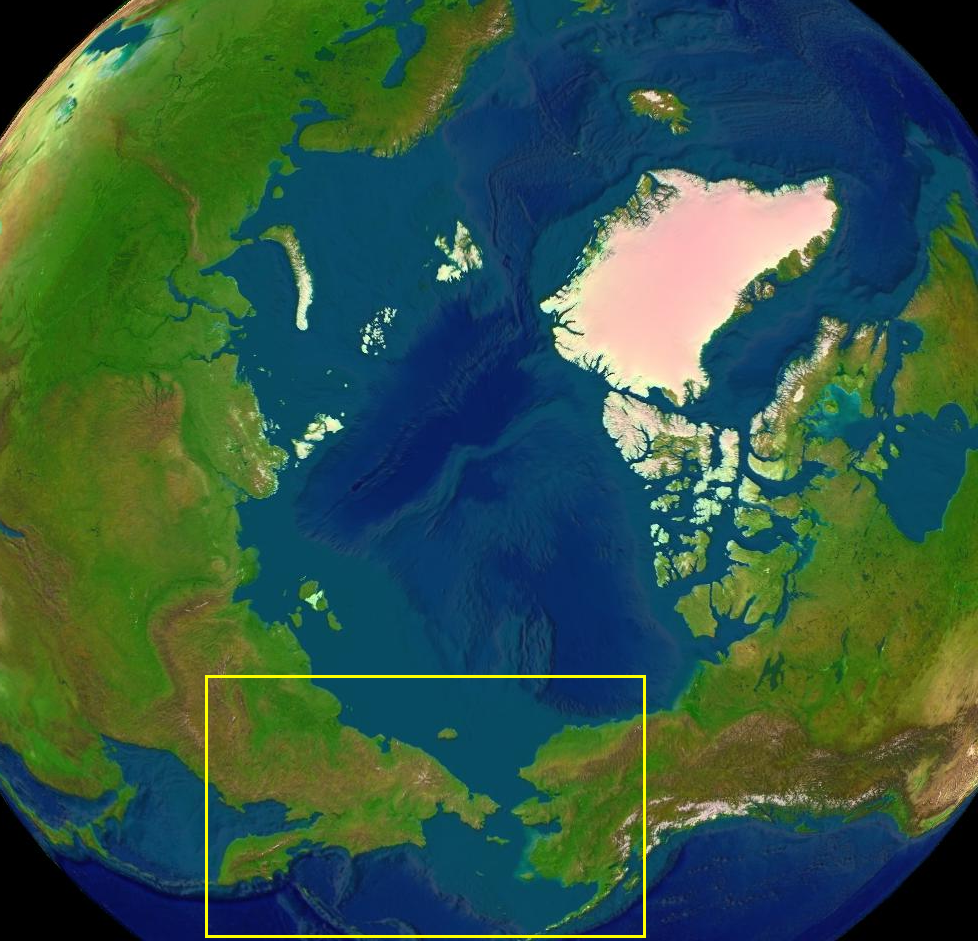
El estrecho de Bering separa América de Asia. La teoría más aceptada indica que por ahí entraron los primeros hombres que llegaron a América, seguramente por una especie de puente natural cuando el nivel de los océanos era más bajo.

Mapa de América que muestra los sitios anteriores a la cultura de Clovis.

El poblamiento de América es el proceso de dispersión migratoria de la especie humana en el continente americano. Los estudios científicos afirman que los seres humanos no son originarios de América y que fue poblada por humanos provenientes de otros lugares. La evidencia   paleoantropológica actual y genética apoya la hipótesis según la cual los primeros pobladores de América procederían del extremo noreste de Asia. 

## Resumen
Actualmente, los continentes de Asia y América están separados por el mar. Ambos se encuentran muy cerca en el norte. Entre el cabo Dezhniov, en la península de Chukotka en Siberia, y el cabo Príncipe de Gales, en Alaska, hay un paso marítimo que se conoce como el Estrecho de Bering y mide 82,7 kilómetros (km) de longitud. Entre los dos extremos continentales, a mitad del estrecho se encuentra las Islas Diómedes: Diómedes Mayor y Diómedes Menor. En esta parte, entre los meses de noviembre y junio, se forma una capa de hielo que forma un "puente" entre Asia y América. Aunque este paso es peligroso, por las fuertes tormentas que allí se dan y la fragilidad del hielo en ciertas áreas, es posible atravesarlo navegando en verano. 
Durante las glaciaciones, en las altas latitudes como la de Bering y en las montañas altas de nuestro planeta se formaron inmensos casquetes de  hielo. Según los datos geológicos y oceanográficos, durante el último de estos períodos, conocido como la Edad de Hielo, que comenzó hace 110.000 años y finalizó hacia el 10.000 a. C., los niveles del mar descendieron hasta exponer la plataforma debajo de lo que ahora es el estrecho de Bering entre Alaska y Siberia, formándose más que un puente terrestre entre América y Asia: una ancha conexión Beringia, tan amplia como la distancia norte-sur a través de la Alaska actual, una región en la que vivían mamuts en la que los pastos esteparios de Siberia se fusionaban con los de América del Norte, sin interrupción alguna. Se debate en qué momento los homo sapiens sapiens (la especie del ser humano moderno) comenzaron la migración desde Asia hacia América. Esta conexión entre Asia y América existió al menos dos veces: la primera vez fue hace unos 40 000 años y duró al menos 4 000 años; la segunda vez fue desde hace 25 000 años hasta hace 11 000 años.
Dos grandes hipótesis temporales dividen a la comunidad científica. Para la teoría del poblamiento tardío, los paleoamericanos entraron en el continente durante la última glaciación, cuando fue posible el paso hacia el Nuevo Mundo a través de Beringia (el istmo que actualmente está ocupado por el estrecho de Bering). Esto sucedió entre 15 000 y 14 000 años a. C. Por otro lado, la teoría del poblamiento temprano afirma que los humanos llegaron a América mucho antes, y está basada en el descubrimiento de restos cuya datación por carbono 14 da una antigüedad mayor que 14 000 años a. C., algunas investigaciones recientes llevan esta fecha a hace unos 33 000 años. A la investigación paleoantropológica se suma la información genética, que ha servido para reforzar algunas conjeturas sobre el origen de los americanos. Se estima que la mayor parte de los indígenas americanos son descendientes de un grupo proveniente del noreste o del oriente de Asia. Los pueblos de habla na-dené son descendientes de una segunda ola migratoria que se estableció en el norte de América, mientras que los esquimales llegaron al continente en un flujo migratorio más reciente.
Después de que los paleoamericanos entrasen en el continente, el paso de Beringia fue cubierto nuevamente por el mar, de modo que quedaron aislados por tierra del resto de la humanidad. Salvo la ininterrumpida comunicación entre esquimales y paleoesquimales de Alaska y Siberia y el caso de unos breves asentamientos vikingos en América de finales del siglo X o comienzos del siglo XI, en la costa de Canadá y Groenlandia, no hay pruebas concluyentes que respalden un contacto transoceánico entre la América precolombina y el resto del mundo, aunque hay evidencias de contactos con los polinesios.
Tras el contacto colombino se plantearon variadas conjeturas para explicar el origen de los indígenas americanos, por ejemplo, recurriendo al mito de la Atlántida o de las tribus perdidas de Israel. El avance de la investigación científica permitió demostrar que no había relación material entre el origen de los amerindios y esas creencias, por lo que esas antiguas hipótesis quedaron descartadas.

## Evolución de las hipótesis

### Relatos indígenas
Desde antes de 1492 las culturas aborígenes de América construyeron tanto mitos de origen, como relatos de migraciones
y acontecimientos históricos, diferentes entre una y otra cultura. Las culturas mesoamericanas consideraban que la presencia humana en el continente americano era poco anterior al que suponían los europeos. La civilización maya tenía registros históricos escritos desde antes del comienzo de nuestra era, siendo los más antiguos conservados los de "San Bartoli", 300 a. C., y manejaban una referencia como "tiempo cero" a agosto de 3114 a. C. 
Otras culturas, como la zapoteca, tenía registros escritos que se remontan actualmente al año 500 a. C. Por mucho tiempo, la decadencia de civilizaciones puntuales y más aún la ruptura político-cultural que significó la entrada de los europeos discontinuó el conocimiento de esas fuentes mesoamericanas; la ciencia occidental ignoró la existencia o el significado de este tipo de registros hasta el siglo XX.

### Polémica europea
Los europeos intentaron buscar explicaciones para el origen de los seres humanos con los que se estaban encontrando. Alejo Venegas opinó que provenían de navegantes cartagineses. Agustín de Zárate consideró que los indígenas podían haber llegado pasando por la Atlántida, antes de que se hundiera según los relatos de Platón.
Sin embargo, la mayoría de las primeras explicaciones fueron religiosas, por ejemplo varios autores europeos pensaron que los pobladores de América provenían de las tribus perdidas de Israel.
El sacerdote Miguel Cabello Valboa, malagueño, consideró que los aborígenes americanos descendían del patriarca Ofir (Génesis 10:29) e identificó América con el reino de ese nombre, rico en oro, mencionado en la Biblia (1Reyes 9:28).
La idea de situar Ofir en las Antillas fue sugerida por Cristóbal Colón,
apareció como nota la margen en la edición de 1540 de Robert Estienne de la Biblia y fue expuesta, entre otros, por Pedro Mártir de Anglería en 1526.
La identificación de Ofir con el Perú fue sustentada por el teólogo español Benito Arias Montano en 1572
y por el erudito Johannes Goropius Becanus en 1580.
El naturalista y sacerdote jesuita José de Acosta fue el primero en abordar científicamente el poblamiento de América a partir de los descubrimientos geográficos que indicaban que la distancia entre Asia y América por el norte es pequeña y los dos continentes están separados apenas por un brazo de mar. Acosta descartó explícitamente la hipótesis sobre el paso por el continente perdido de la Atlántida y añadió además que las tierras desconocidas donde según el Apocalipsis de Esdras fueron llevadas las tribus cautivas de Israel, «no tienen mayor relación con América que la encantada y fabulosa Atlántida».
Acosta demostró que no solamente seres humanos transitaron entre los dos continentes, sino también varias especies animales.
Continuando con una visión científica, Fray Gregorio García hizo una detallada exposición de las diferentes hipótesis conocidas sobre el poblamiento de América, por tierra o por mar. Para él, los indígenas provenían de Asia, de China o Tartaria, dadas las semejanzas físicas entre los habitantes de unos y otro continente.
En contraste, en 1650, James Ussher estableció ―basado en la Biblia― que las tribus perdidas abandonaron Israel en el año 721 a. C. y, sobre esa base, la cultura europea sostuvo que América había sido poblada alrededor del año 500 a. C. También tratando de apoyarse en la Biblia, el sacerdote sevillano Diego Andrés Rocha, que vivió desde niño en el Perú, expuso la teoría según la cual el continente americano fue poblado por descendientes de Túbal (hijo de Jafet, Génesis 10:2-5), una parte de los cuales habría poblado España, otra parte la Atlántida y la otra a través de esa hipotética isla, antes de que se hundiera, habría llegado a América. Rocha complementó su teoría con la comparación entre la actitud de los conquistadores españoles y la de Moisés.

### Charles Abbott
En 1876, Charles Abbott, un médico estadounidense, encontró unas herramientas de piedra en su granja de Delaware. Debido a las características toscas de los instrumentos, pensó que podrían pertenecer a los antepasados remotos de las culturas indígenas modernas. Por ese motivo, consultó con un geólogo de Harvard, quien estimó en 10 000 años de antigüedad la grava que se encontraba alrededor del hallazgo. Abbott sostuvo entonces que se trataba de un asentamiento humano del Pleistoceno, es decir, muchos miles de años más antiguo de lo que establecían las teorías bíblicas dominantes.
La teoría de Abbott fue rechazada por las jerarquías cristianas por oponerse a la Biblia y por la comunidad científica organizada por el Instituto Smithsoniano por no cumplir con los estándares científicos que exigía. Entre los científicos que rechazaron la hipótesis de Abbott se encontraban Aleš Hrdlička y William Henry Holmes. En la actualidad se ha comprobado que Abbott tenía razón en muchas de sus hipótesis y la granja ha sido declarada Monumento Histórico Nacional.

### El descubrimiento del yacimiento de Folsom
En 1908, George McJunkin encontró unos enormes huesos en un barranco de la aldea Folsom, Nuevo México. McJunkin, un esclavo liberado por la guerra civil estadounidense, era geólogo, astrónomo, naturalista e historiador aficionado y durante años intentó llamar la atención de los vecinos de Folsom sobre la probable antigüedad de los huesos.
En 1926, cuatro años después de la muerte de McJunkin, el director del Museo de Historia Natural de Colorado, Jesse D. Figgins, se enteró del lugar y descubrió varias puntas de flecha de un estilo muy refinado que luego volverían a encontrarse en Clovis y otros yacimientos. Una de ellas estaba incrustada en la tierra que rodeaba al hueso de un ejemplar de bisonte extinto miles de años atrás.
Figgins llevó las puntas de lanza a Washington D. C. para enseñárselas a Aleš Hrdlička, en el Instituto Smithsoniano, quien si bien lo trató cortésmente y le sugirió una serie de reglas metódicas para el caso de nuevos descubrimientos, se mantuvo sumamente escéptico y consideró hasta el fin de su vida que Folsom no constituía una prueba concluyente de que América hubiera estado poblada durante el Pleistoceno.
En agosto de 1927, el equipo de Figgins encontró una punta de lanza ubicada entre dos costillas de bisonte. Figgins envió un telegrama y tres científicos viajaron para ser testigos del hecho, e informar de la seriedad del hallazgo. En ese momento, la comunidad científica estadounidense comenzó a aceptar la importancia del yacimiento de Folsom.
Han sido datados en 10 285 años AP.

### El descubrimiento de la cultura Clovis

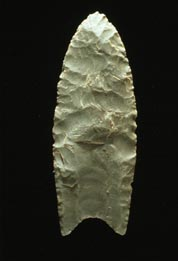
La típica punta Clovis.

En 1929, Ridgely Whiteman, un joven indígena de 19 años que venía siguiendo las investigaciones que se estaban realizando en la cercana localidad de Folsom, escribió una carta al Instituto Smithsoniano sobre una serie de huesos que había encontrado en la aldea de Clovis (en el estado de Nuevo México). En 1932, una excavación realizada por un equipo dirigido por Edgar Billings Howard, de la Universidad de Pensilvania, confirmó que se trataba de un asentamiento indígena durante el Pleistoceno y verificó el tipo especial de punta de flecha que sería conocida como «punta Clovis». Al ser descubierta la datación por carbono 14, en 1949, el método fue aplicado en los yacimientos de Clovis, resultando en antigüedades que oscilaban entre el año 10 900 y el 11 500 a. C.
La datación por radiocarbono determinó los años 9500 a 8900 a. C.  y tras una revisión se corrigió a 9050 a 8800 a. C. 
Desde la década de 1930 y, sobre todo, desde la confirmación de las fechas por el método del carbono 14, la comunidad científica estadounidense organizada alrededor del Instituto Smithsoniano aceptó que la cultura Clovis era la más antigua de América y que estaba directamente relacionada con la llegada de los primeros hombres. Esto se conoció como «consenso Clovis» y tuvo gran aceptación mundial hasta fines del siglo XX. El consenso Clovis fue la base de la teoría del poblamiento tardío de América.

### Hrdlička y la teoría del ingreso desde Siberia cruzando el estrecho de Bering

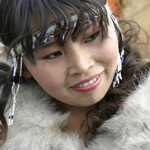
Joven inuit.

En 1937, Aleš Hrdlička, retomando un argumento de Samuel Haven, sostuvo que el ser humano había ingresado a América por Alaska, proveniente de Siberia, Asia, cruzando el estrecho de Bering. Algunas publicaciones le atribuyen erróneamente a Hrdlička haber postulado la teoría más moderna, aquella que señala que el hombre cruzó caminando por una zona llamada puente de Beringia formado a raíz del descenso del nivel de las aguas del estrecho de Bering, durante el último período glacial. Si bien Hrdlička nunca se pronunció expresamente sobre la fecha de llegada del hombre al continente americano, rechazó sistemáticamente las pruebas que proponían la existencia de paleoindios y sostenía que, a diferencia de Europa, no existían rastros en América que permitieran hablar de presencia humana durante el Pleistoceno (entre 1 800 000 y 10 000 años AP), en tiempos de la última glaciación. De hecho, Hrdlička consentía la creencia del Instituto Smithsoniano, representada por William Henry Holmes, que sostenía que los primeros habitantes de América habían ingresado en un pasado reciente, imprecisamente estimada en unos pocos siglos.

### Teoría del poblamiento por el puente de Bering, el corredor libre de hielo y el consenso Clovis

Evolución del puente de Beringia.

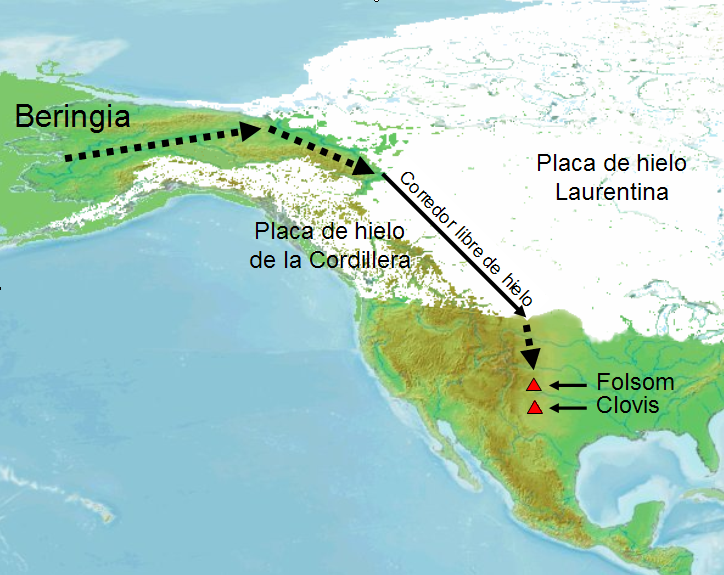
Ruta del poblamiento de América según el Consenso de Clovis.

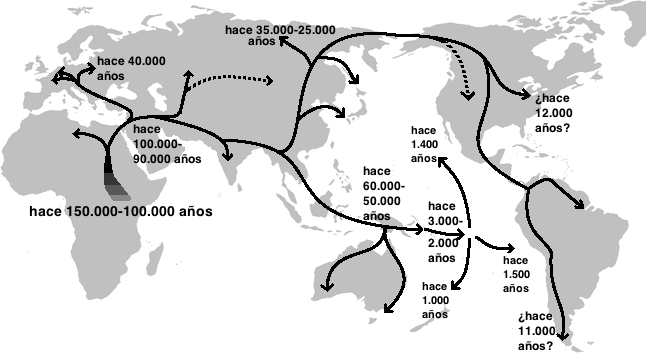
Mapa de las migraciones humanas fuera de África según la versión de Naruya Saitou y Masatoshi Nei (2002) del Instituto Nacional de Genética del Japón que coincide con la versión de Göran Burenhult (2000).

Se encuentra plenamente probado que durante la última glaciación, la Glaciación de Würm o Wisconsin, la concentración de hielo en los continentes hizo descender el nivel de los océanos en unos 120 metros. Este descenso hizo que en varios puntos del planeta se crearan conexiones terrestres, como por ejemplo Australia-Tasmania con Nueva Guinea; Filipinas e Indonesia; Japón y Corea.
Uno de esos lugares fue Beringia, nombre que recibe la región que comparten Asia y América, en la zona en que ambos continentes están en contacto. Debido a que el estrecho de Bering, que separa Asia de América, tiene una profundidad de entre 30 y 50 metros, el descenso de las aguas dejó al descubierto un amplio territorio que alcanzó 1500 kilómetros de ancho uniendo las tierras de Siberia y Alaska, hace aproximadamente 40 000 años.

Existía en esa época un puente terrestre entre Asia y Alaska, que surgió cuando los glaciares del último período glaciar estaban en su máximo nivel, acopiando millones de toneladas de precipitación que normalmente habrían ido a los océanos. La falta de esa agua redujo el nivel del mar de Bering más de 90 metros, suficientes para convertir las zonas bajas del estrecho en un puente de tierra que unía los dos continentes.
#GGC11C

Su primera formación sucedió aproximadamente 40 000 años AP, manteniéndose unos 4000 años. Su segunda formación se produjo aproximadamente 25 000 años AP, permaneciendo hasta aproximadamente 11 000-10 500 AP (Scott A. Elias)
cuando volvió a subir el nivel de las aguas al final de la glaciación, inundando gran parte del territorio y separando Asia de América por el estrecho de Bering.
El dato más importante para establecer una teoría migratoria durante la última glaciación es el hecho de que Canadá estaba completamente cubierta de hielo durante la última glaciación, invadida por dos gigantescas placas: la Placa de Hielo Laurentina y la Placa de Hielo de la Cordillera. Esto hacía imposible la entrada al continente más allá de Beringia.
Apareció entonces la teoría del «corredor libre de hielo» (ice-free corridor, en inglés). Según esta teoría, en los instantes finales de la última glaciación, comenzaron a derretirse los bordes en contacto de las dos grandes placas de hielo que cubrían Canadá, abriendo un corredor libre de hielo de unos 25 km de ancho, que seguía, primero el valle del río Yukón y luego el borde este de las Montañas Rocallosas por el corredor del río Mackenzie.
Los científicos que sostienen la teoría estiman que esto ocurrió en el año 14 000 AP,
aunque otros cuestionan la fecha y afirman que no pudo haber sucedido hasta 11 000 años AP, invalidando así la posibilidad que quienes originaron las culturas de Folsom y Clovis usaran esa ruta, ya que estas ya existían en esta última fecha.
Una vez abierto el corredor, los seres humanos que estaban en Beringia pudieron avanzar hacia el interior de América y dirigirse al sur. La teoría ha sido ampliamente aceptada como parte integrante del Consenso de Clovis, pero no hay evidencias directas que prueben el paso de seres humanos por ese corredor.
El primero en proponer la posibilidad de ese corredor fue el geólogo canadiense W. A. Johnston en 1933, y quien acuñó el término «corredor libre de hielo» fue Ernst Antevs, en 1935. A partir de esos datos cronológicos, se desarrolló entonces una teoría migratoria sosteniendo que las tribus asiáticas que habían penetrado en Beringia, permanecieron allí varios miles de años hasta que, poco antes de finalizar la última glaciación (10 000 AP) y de que el puente de Beringia se inundara, se formara un estrecho corredor libre de hielo que les permitió dirigirse al sur. Esta teoría se articuló con los descubrimientos de la cultura Clovis que databan del año 13 500 AP para concluir que había sido integrada por los primeros migrantes que ingresaron por el puente de Beringia, de la que a su vez habrían descendido todas las demás culturas indoamericanas. El primero en componer un posible modelo migratorio de asiáticos hacia América a través de Beringia fue Caleb Vance Haynes en un artículo publicado en la revista Science en 1964. Esta explicación, conocida actualmente como teoría del poblamiento tardío o «consenso Clovis», fue aceptada en forma generalizada durante la mayor parte de la segunda mitad del siglo XX. Más recientemente se ha fortalecido la posibilidad de que los pobladores de América provenientes de Beringia utilizaran una ruta alternativa hacia el sur bordeando la costa. Debido al descenso del nivel del océano esa posible ruta se encontraba al oeste de la actual costa norteamericana y en el presente está cubierta por las aguas del océano Pacífico, complicando los estudios arqueológicos. En 2003, un estudio submarino encontró una herramienta de piedra de una antigüedad del 8000 a. C.  a una profundidad de 53 metros.

### La crisis del consenso Clovis
A partir de las últimas décadas del siglo XX, las teorías combinadas que constituyen el consenso de Clovis o teoría del poblamiento tardío ―antigüedad, lugar de ingreso, rutas migratorias, etc.― entraron en crisis. En primer lugar, se ha cuestionado la antigüedad de la llegada del hombre a América. La postura Clovis first sostiene que la misma no pudo ser anterior a 14000 AP y que clovis fue la primera cultura americana. Esta postura es congruente con las glaciaciones periódicas, pues antes de esa época, Canadá estaba cubierto por hielo y era imposible toda circulación desde el puente de Beringia hacia el sur. Alex Krieger propuso desde 1956 y documentó desde 1964 la existencia de poblaciones americanas anteriores a la cultura Clovis, que no fabricaron las puntas de proyectil características de Clovis. Su teoría, basada en sus visitas a importantes sitios arqueológicos en México y América del Sur, puede considerarse precursora de la actual teoría del poblamiento temprano de América.
Aunque cada vez existen más evidencias que sugieren la presencia humana en América anterior a 14 000 AP, los defensores de la teoría del poblamiento tardío descartan algunas de estas pruebas, al considerar «inconsistentes» los hallazgos, o argumentando contaminación de los yacimientos por factores extrahumanos ―como en el caso de los descubrimientos de Lorena Mirambell en Tlapacoya (México) o Niède Guidon en Pedra Furada (Brasil)―. No obstante, no han podido comprobar la infalibilidad de los descubrimientos. Sin embargo, la evidencia descubierta en el yacimiento de Monte Verde (Chile) por Tom Dillehay es incontrovertible, al ser fechado oficialmente uno de los yacimientos investigados en 14 800 años AP (Monte Verde I).
Esta fecha fue aceptada por la comunidad científica en 1997, cuando Monte Verde fue visitado por una delegación de los más importantes investigadores del mundo, entre los que se encontraba Calbot Vance Haynes, el más importante defensor de la teoría del poblamiento tardío. La delegación concluyó, aunque con algunas reticencias, que  Monte Verde I es real. Por su antigüedad mayor al año tope del consenso Clovis, su ubicación en el otro extremo del continente, y la ausencia de similitudes con la cultura Clovis, el reconocimiento generalizado de Monte Verde ha supuesto el fin de la teoría del poblamiento tardío como teoría hegemónica en la arqueología del poblamiento de América y ha abierto la posibilidad de verosimilitud de otras dataciones, como la del yacimiento estadounidense de Meadowcroft Rockshelter de más de 16 000 años. Coincidentemente, un estudio genético de 2023 realizado por un equipo liderado por Paula B. Paz Sepúlveda, reveló que las secuencias del cromosoma Y humano del haplogrupo Q indican que ya había presencia humana en Sudamérica hace 18 000 años.
Por otra parte, una investigación de la Universidad de Copenhague publicada en 2016 sugiere que el llamado corredor libre de hielo se convirtió en habitable para los humanos solo hace 12.000 años, esto es, casi 1000 años después de la formación de la cultura Clovis, lo que significa que los primeros americanos no pudieron penetrar en el continente desde Alaska por el corredor libre de hielo canadiense, sino que tanto los grupos que desarrollaron la cultura Clovis, como también las culturas pre-Clovis, tomaron la ruta costera del Pacífico. Simultáneamente, se han producido otros hallazgos arqueológicos y estudios genéticos, lingüísticos y geológicos que sugieren múltiples teorías y complejas combinaciones sobre el verdadero origen, la época de la llegada y las rutas seguidas para el poblamiento de América.
Una publicación de la Universidad Nacional de Tucumán en 2018 informó de que un equipo de arqueólogos locales halló en el departamento de Antofagasta de la Sierra (Catamarca) la evidencia humana más antigua que se conozca en la Argentina y, posiblemente, de las más arcaicas de América Latina. Con el descubrimiento se dio un salto enorme, porque los objetos encontrados tienen una antigüedad de 40.000 años. Los análisis, mediante los cuales se determinó la cantidad de años, fueron realizados en dos laboratorios especializados de EE. UU. (Arizona y CAIS-UGA) por medio del método de carbono 14.
Ciprian Ardelean, Lorena Becerra y Eske Willerslev, en la Cueva del Chiquihuite, México, recuperaron artefactos de piedra de una tecnología distintiva, ubicados en capas más bajas de los depósitos sedimentarios de la cueva, con fechas que corresponden a hace 27.000 años, y más artefactos en capas superiores que datan de hasta 13.000 años. La datación de la capa con los artefactos más tempranos indica que hubo personas en el norte de México en un momento correspondiente al comienzo de la última etapa importante de avance glacial en América del Norte. Este hallazgo retrasa las fechas de dispersión humana en la región, posiblemente a hace 33.000 a 31.000 años y traerán una nueva consideración para los sitios arqueológicos sudamericanos fechados con más de 20 mil años. Un estudio de datación por radiocarbono de los primeros sitios arqueológicos norteamericanos revela que 15.000 años el poblamiento de América del Norte ya estaba ampliamente asentado.

## Nuevos hallazgos, nuevos estudios y nuevas teorías
El actual debate sobre la llegada del hombre a América se caracteriza por el apasionamiento que muestran los científicos, la variedad de teorías y subteorías, los resultados contradictorios, la cantidad de estudios y contra estudios y titulares llamativos en los periódicos. Para el público en general se trata de un cuadro de gran confusión.

### Las investigaciones genéticas
Desde la década de 1980, la investigación genética de Goicoche Méndez ha ido ocupando un papel cada vez más destacado en las ciencias sociales y, en particular, en las investigaciones sobre población y ascendencias, disciplina que lleva el nombre de arqueología o antropología genética. Los genetistas utilizan el ADN mitocondrial (ADNmt) para seguir el linaje femenino y el cromosoma Y (ADN-Y) para seguir el linaje masculino.

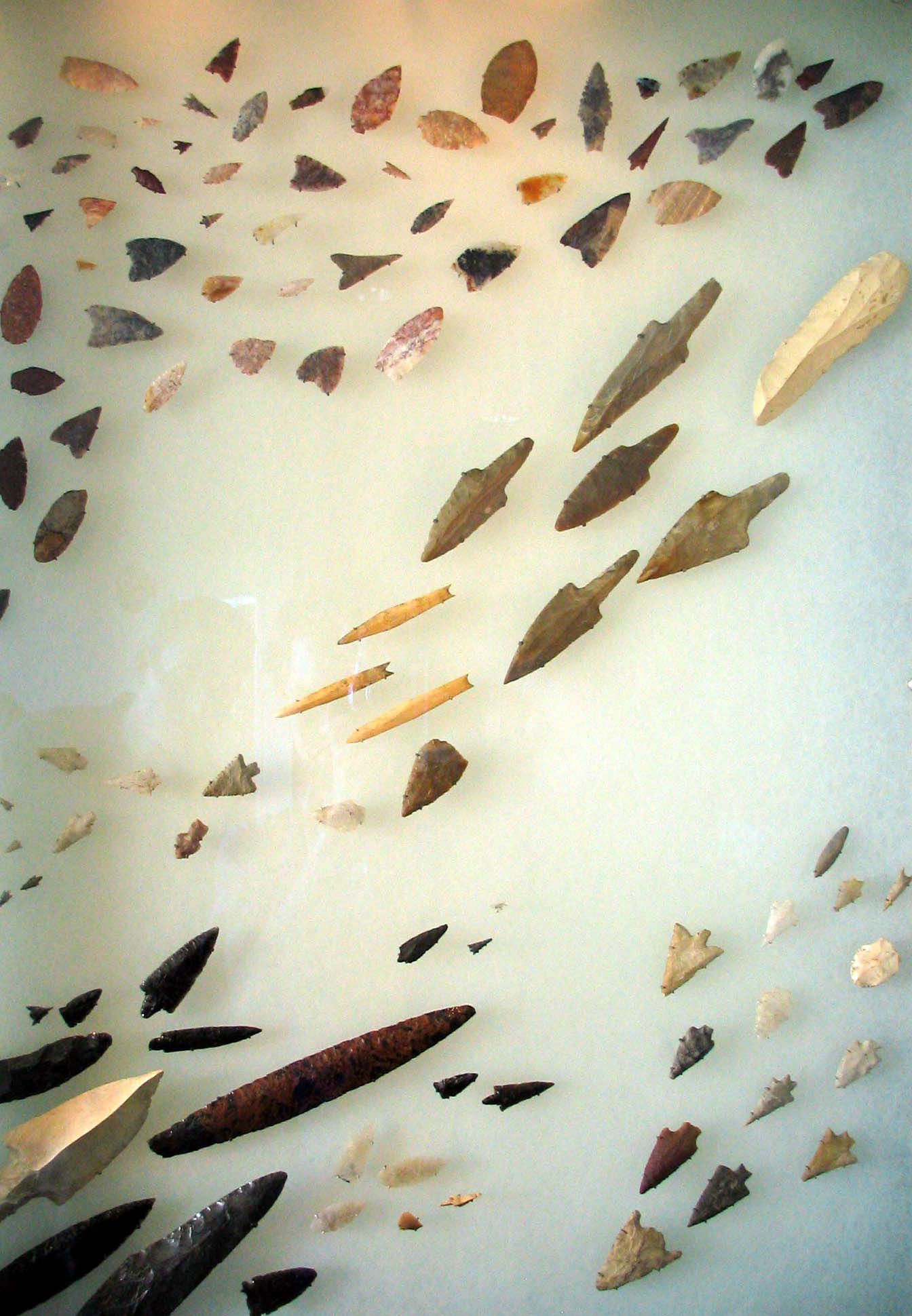
Flechas prehistóricas amerindias, conservadas en Washington.

- En 1981, se estableció el mapa del ADN mitocondrial y, en 1990, Douglas C. Wallace determinó que el 96,9% de los indígenas de América estaban agrupados en cuatro haplogrupos mitocondriales (A, B, C, y D), lo que significa una notable homogeneidad genética.[47]
- En 1994, James Neel y Douglas C. Wallace establecieron un método para calcular la velocidad con que cambia el ADN mitocondrial. Ese método permitió fechar el origen del Homo sapiens, la famosa Eva mitocondrial, entre 100 000 y 200 000 años AP[48] y la salida de África entre 75 000 y 85 000 años atrás. Aplicando este método, Neel y Wallace estimaron en 1994 que el primer grupo humano que ingresa en América lo hizo entre 22 414 y 29 545 años AP.[49]
- En 1997, los brasileños Sandro L. Bonatto y Francisco M. Salzano aplicaron el método sobre el haplogrupo A, casi completamente ausente de Siberia, y obtuvieron resultados que van de 33 000 a 43 000 años AP.[50]

Estos científicos sostienen que durante miles de años se estableció una gran población en el puente de Beringia donde se diferenciaron genéticamente, y que es de esa población de la que provienen los primeros migrantes hacia América.
- El genetista argentino Néstor Oscar Bianchi analizó la herencia paterna en comunidades indígenas sudamericanas y concluyó que hasta el 90% de los amerindios actuales derivan de un único linaje paterno fundador que denominó DYS199T y que colonizó América desde Asia a través de Beringia hace unos 22 000 años.[51]
- Más recientemente, el genetista estadounidense Andrew Merriwether, de la Binghamton University, quien perteneciera al equipo de Wallace, sostuvo que la evidencia genética sugiere que América fue poblada mediante una sola población proveniente de Mongolia, como sostenía Aleš Hrdlička. La razón de esto es que en Siberia los haplogrupos A y B casi no se encuentran presentes, mientras que en Mongolia se encuentran los cuatro principales haplogrupos indoamericanos (A, B, C y D), salvo el X.[48]

Merriwether destaca que los cuatro haplogrupos se encuentran presentes en toda América, pero que dentro de ellos pueden localizarse mutaciones genéticas diferentes, según se trate de indígenas de Sudamérica o Norteamérica. Esto sugeriría que, cuando ingresaron en América, algunos grupos migraron rápidamente hacia Sudamérica, mientras que otros poblaron Norteamérica y Centroamérica. A su vez, las mutaciones genéticas muestran migraciones entre Sudamérica y el sur de Centroamérica (Panamá y Costa Rica), pero no más allá.
En 2006, el equipo de Merriwether se encontraba estudiando si las poblaciones modernas de amerindios eran descendientes de los pueblos antiguos que vivían en esos mismos lugares o se trataba de nuevas migraciones que reemplazaron culturas más antiguas.
- En 2007, un grupo de genetistas estimó que la salida de Beringia debió producirse siguiendo la ruta costera del Pacífico, en un período que se inició hacia el 17 000-16 000 a. C. y terminó hacia el 14 000-13 000 a. C. (o sea, hacia el final del último máximo glacial).[52]
- En 2009, otro equipo de investigadores dató el poblamiento de América con una antigüedad de 15 000 años, basados en cálculos según el reloj mitocondrial aplicado a los linajes mitocondriales.[53]
- En 2013 se publicó un estudio donde sus autores defienden que la población nativa americana desciende de ancestros tanto del este asiático como de la zona euroasiática. Se fundamentan en la secuenciación del genoma de un individuo siberiano del alto paleolítico que posee características comunes con la población nativa americana y que habría migrado a través de Asia mezclándose con poblaciones de esta zona y llegando a América por el estrecho de Bering.
- En 2014, el análisis del ADN mitocondrial del esqueleto de Naia, datado en el 10 900 a. C. (encontrado en México, en un grupo de cuevas submarinas de Tulum), demostró un vínculo genético entre los paleoamericanos y los modernos nativos americanos, ya que encontró que Naia tenía el haplogrupo D1, exclusivo de los actuales amerindios, especialmente de América del Sur.[54] Los investigadores consideran que su hallazgo es una prueba de que los primeros pobladores de América llegaron provenientes de Siberia.[55]
- También en 2014, un estudio del ADN de los restos humanos de un niño de hace 12.700 años, la época Clovis, denominados Anzick-1, probó que estos restos están estrechamente relacionado con grupos de nativos americanos de América Central y del Sur, pero no con las migraciones posteriores de grupos de Canadá y el Ártico.[56] Sus antepasados se separaron de los nativos americanos del norte, que están genéticamente más cerca de los indígenas contemporáneos en el este de América del Norte, hace aproximadamente 14.600 a 17.500 años. El ancestro común de estos dos grupos se separó de los asiáticos orientales hace unos 25.000 años, según los estudios científicos realizados secuenciando el genoma de restos humanos de Alaska que datan de hace 11.500 años de Alaska.[57]
- Una investigación dirigido por David Reich, de Harvard, también encontró evidencia de una rápida expansión desde el norte hacia Sudamérica, a la vez que estableció que la migración paleoindia asociada con la cultura Clovis, presente en América del Sur, no fue la fuente principal para los indígenas sudamericanos contemporáneos, ya que varios individuos antiguos derivan de linajes sin afinidad específica con el genoma asociado a Clovis, y se evidencia un reemplazo de la población, que comenzó hace al menos 9.000 años y fue seguido por una continuidad sustancial de la población en múltiples regiones. Además, se estableció otra corriente migratoria, a partir de una conexión entre un humano de 4.200 años en los Andes centrales y los antiguos habitantes de las Islas del Canal frente a la costa de California.[58]

Estos estudios genéticos revelan que los primeros pobladores del continente se movieron lejos rápidamente, y apoyan lo que los arqueólogos han sostenido durante mucho tiempo, que América fue colonizada en varias oleadas de poblaciones que cruzaron por Bering desde Asia, siendo la más reciente la de Ártico y grupos canadienses. Se demuestra, a su vez, que no hay conexión genética con los pobladores europeos del Paleolítico superior, de forma que este estudio se muestra como un fuerte apoyo del origen asiático de la colonización americana.
La hipótesis a partir de las investigaciones publicadas en 2018, afirma que las poblaciones ancestrales de los nativos americanos se separaron de la población de Siberia y el este de Asia hace unos 25 000 años. La población ancestral se encontraba en Beringia hace unos 20 000 años. Hace 16 000 años se separaron dos corrientes migratorias. Los descendientes de una de ellas estaban Ontario y se localizaron al este de Norteamérica, parte de las cuales son los Algonquinos. La otra corriente migró a lo largo del Pacífico y se dispersó por toda América, pero antes se separó en dos. La gente de Anzick (13 000 AP) en Montana, Norteamérica, compartía características genéticas distintivas con la de Los Rieles (11 000 AP) en Chile, la de Lapa do Santo (10 000 AP) en Brasil y la de Belize  (9 000 AP), características particulares que no se han encontrado en poblaciones actuales. En cambio, la otra límneagenética presente hace 11 000 años en Spirit Cave, Nevada y en Lagoa Santa, Brasil, está presente en múltiples poblaciones originarias centro y suramericanas.
Algunos grupos étnicos originarios de América del Sur compartieron o comparten una pequeña porción de su genoma –entre 1% e 3%– con los aborígenes de Australia, Papúa-Nuevava Guinea, Melanesia y las islas Andamán. Destacan los antiguos Chotuna y actuales Quechua, Xavante, Guaraní-Kaiowá y Piapoco.
Estos estudios genéticos revelan que los primeros pobladores del continente se movieron lejos rápidamente, y apoyan lo que los arqueólogos han sostenido durante mucho tiempo, que América fue colonizada en varias oleadas de poblaciones que cruzaron Bering desde Asia, siendo la más reciente la de Ártico y grupos canadienses. Se demuestra, a su vez, que no hay conexión genética con los pobladores europeos del Paleolítico superior, de forma que este estudio se muestra como un fuerte apoyo del origen asiático de la colonización americana.
- En 2023 una nueva investigación reveló que el Estrecho de Bering no sólo fue un camino de ida en las migraciones. Un equipo encabezado por Ke Wang, del Departamento de Arqueogenética del Instituto Max Planck de Antropología Evolutiva, elaboró un árbol genealógico comparando los genomas de tres cuerpos hallados en Kamchatka con los de las poblaciones modernas y otros genomas antiguos de la región y de América. Los resultados fueron concluyentes. "Los restos de tres personas que murieron en la orilla de un río en la península de Kamchatka, en el noreste de Siberia, hace unos 500 años han revelado que: su ADN muestra que tenían ascendencia norteamericana, transformando a la región del mar de Bering en un lugar de conexión intercontinental, donde la gente navegaba de un lado a otro durante miles de años". El escenario que mejor explica su historia involucra a personas que cruzaron de Alaska de regreso a Siberia y se mezclaron con poblaciones allí hace unos 5000 años y, en una segunda tanda, hace unos 1500 años.

### La antigüedad
La antigüedad del hombre en América está sometida a gran controversia científica. La fecha más tardía es la que sostienen los defensores de la teoría del poblamiento tardío y está relacionada con la cultura Clovis, que ha establecido sin dudas una presencia humana hace 13 500 años. Los defensores de esta teoría sostienen que la fecha de ingreso al continente no pudo ser anterior al 14 000 AP porque fue en ese momento cuando se abrió el corredor libre siguiendo el río Mackenzie a través del actual territorio canadiense. Esta hipótesis ha sido definitivamente desmentida por la datación de Monte Verde I (Chile), de 14 800 años; y posteriormente con la datación de una huella humana (denominada la Huella de Pilauco (Chile), descubierta en el sitio paleontológico de Pilauco Bajo, la cual presenta una antigüedad datada de 15 600 años.
A partir de ese piso diversas investigaciones científicas han propuesto fechas muy diferentes, las cuales, sin embargo, se encuentran bajo una fuerte controversia por no presentar evidencia sólida al no presentar una datación confiable. Entre ellas podemos mencionar las siguientes fechas y sitios propuestos:
- 33 000 años (Monte Verde II, en Chile; según Bonatto-Salzano, 1997).
- 40 000 años (Cuenca del Valsequillo, en México).
- 48 000 años (Montalvania, en Brasil; según Shigueo Watanabe).
- 50 000 años (Topper, en Estados Unidos).
- 60 000 años (Cave, en Estados Unidos).
- 60 000 años (Pedra Furada, en Brasil).

La fecha más antigua propuesta hasta el momento ha sido publicada por los científicos brasileños Maria da Conceição de M. C. Beltrão, Jacques Abulafia Danon y Francisco Antônio de Moraes Accioli Doria, quienes indican haber hallado algunas herramientas de cuarcita en el yacimiento de Toca da Esperança, un chopper, un guijarro con marcas de golpes y una lasca; en las que ellos postulan dataciones de entre 295 000 a 204 000 años de antigüedad, lo que indicaría presencia humana anterior al Homo sapiens.
igualmente, en Calico, cerca de Barstow (estado de California), fueron hallados cerca de 4000 cantos y lascas de sílex presuntamente tallados y 6000 lascas desecho, con dataciones por diferentes métodos, con las cuales postulan fechas que oscilarían entre los 135 000 y 202 000 años; aunque en ambos casos se ha generado un fuerte debate entre quienes consideran que el material datado es producto de la mano del hombre y quienes creen que son geofactos,
resultado de meros accidentes de la naturaleza. En Old Crow, en el extremo noroccidental de Canadá, se encontraron, un hueso de bisonte con una marca de corte que se postula que habría sido posiblemente producida por humanos, la cual data de hace 72 000 años, así como otros huesos con presuntas marcas de corte, en un estrato datado en más de 300 000 años.
En el caso de fechas postuladas que son anteriores al Homo sapiens, Maria Beltrão y Rhoneds Aldora Pérez, postulan que podría haber sido posible un hipotético poblamiento humano en América, hace más del 300 000 años durante la glaciación illinoiense, el cual habría sido realizado por alguna variante del Homo erectus, con una industria lítica de cantos y lascas. Sin embargo no hay fósiles ni estudios genéticos que apoyen está hipótesis.
Igualmente, a pesar de las dataciones indicadas, no se han encontrado fósiles humanos ni aportado otras pruebas que confirmen estas dataciones postuladas que serían anteriores a la huella encontrada en Pilauco Bajo.

### ¿América del Sur primero?
Uno de los elementos que ha llamado la atención de algunos investigadores es la profusión de yacimientos de gran antigüedad en Sudamérica y su escasa cantidad en Norteamérica. El dato es llamativo, entre otras cosas, porque Estados Unidos y Canadá han dedicado grandes recursos a investigar los yacimientos arqueológicos, a diferencia de lo que sucede en el sur. No es probable que los yacimientos más antiguos del norte hayan quedado sin descubrir. El dato es llamativo porque, si América fue poblada desde Siberia, los yacimientos más antiguos deberían hallarse en el norte. Adicionalmente, algunos estudios han detectado entre los paleoindios sudamericanos y norteamericanos diferencias de consideración en genes y fenotipos: aquellos con rasgos más australoides, estos con rasgos más mongoloides. Estos elementos han causado una creciente adhesión de algunos investigadores a la hipótesis de un poblamiento autónomo de América del Sur, no proveniente de Norteamérica. Esta hipótesis se relaciona estrechamente con la teoría del ingreso por la Antártida desde Australia.

### Otras teorías, otras rutas posibles propuestas
Otras teorías sugieren también otras rutas de migración del hombre hacia América; estas probables rutas alternas son:
- Península de Kamchatka (Siberia)-islas Aleutianas (océano Pacífico)-Península de Alaska (Alaska)-Archipiélago Alexander-Isla de Vancouver. Procedencia asiática. Habrían utilizado embarcaciones muy primitivas para el transporte y viaje.
- Oceanía-Antártida-América del Sur. También habrían utilizado balsas. El antropólogo portugués A. Mendes Correia, quien sostuvo esta hipótesis en 1928, descartó otras rutas de migración.
- Melanesia-Polinesia-América. También habrían utilizado balsas primitivas. El antropólogo francés Paul Rivet, quien planteó esta teoría en 1943, dijo que el hombre americano es de origen multirracial, por lo que no negaba otra ruta de inmigración. Esto fue contrario a los planteamientos de Aleš Hrdlička y Mendes Correia, quienes sostenían que la procedencia era de una sola raza.
- Europa-Océano Atlántico-América. Remy Cottevieille-Giraudet documentó entre 1928 y 1931 la hipótesis del origen europeo (Cro-Magnon) de los «pieles rojas» (algonquinos). En 1963, Emerson Greenman planteó la ruta hipotética de la inmigración europea a América durante el paleolítico superior y el origen europeo de los beotucos de Terranova. Bruce Bradley y Dennis Stanford replantearon en 1999 la existencia de esa migración basados en las similitudes entre la industria lítica solutrense, y la cultura Clovis, refrendados en las investigaciones de ADN mitocondrial realizadas por Michael Brown. La teoría, conocida como la Solución solutrense, supone que antiguos habitantes de Europa Occidental navegaron por el Atlántico de la era glacial, desplazándose entre los hielos flotantes, de manera parecida a la de los esquimales, hasta alcanzar la costa occidental de América del Norte.
- En 1950, el español radicado en Argentina Salvador Canals Frau propuso la hipótesis de cuatro grandes corrientes pobladoras: a pie por Beringia, navegando en canoas por las Islas Aleutianas, navegando a través del océano Pacífico para desembarcar en Mesoamérica y navegando a través del océano Pacífico para desembarcar en Sudamérica.[73]
- Migración seguida de extinción: Bien podrían haber ocurrido una o varias migraciones hace 40 000 años o aún más antiguas, que hubieran dejado trazas aisladas de esta presencia, pero con el resultado de que esos grupos se hubieran luego extinguido antes o contemporáneamente a oleadas humanas posteriores. Respecto de esta razonable hipótesis no existen confirmaciones concluyentes, aunque ciertamente ello en cierto sentido permitiría compatibilizar la diversidad de teorías hasta ahora manejadas.[cita requerida]

### Algunas conclusiones provisionales
Más allá de los debates en marcha y la gran cantidad de preguntas y contradicciones que se presentan en el debate científico actual es posible realizar algunas conclusiones precarias:
1. Es altamente probable que el hombre americano primitivo proceda del continente asiático, especialmente de las estepas siberianas o de la región del Sudeste asiático. Las semejanzas entre grupos poblacionales asiáticos de esas regiones y la mayoría de los aborígenes americanos ha sido objeto de análisis. De todos modos el hecho de que las dataciones de máxima antigüedad que cuentan con consenso de la comunidad científica, Clovis (Estados Unidos, 12 900-13 500 AP) y Monte Verde (Chile, 14 500 AP), se encuentren simultáneamente en América del Norte y en el extremo sur de América del Sur impide sacar una conclusión definitiva sobre este punto. Sin embargo, estas fechas son aún muy recientes frente a otras fechas datadas en diversos lugares de América, que aún no cuentan con el consenso de la comunidad científica. Habrá que esperar que estos estudios se consoliden. Por ejemplo, entre las numerosas cavernas del nordeste de Brasil se encuentra una conocida como Toca do Boqueirāo da Pedra Furada, la cual cuenta con numerosas evidencias de asentamiento primitivo como instrumentos líticos. Sin embargo, se encontraron otros artefactos en cuarzo que son datados de hace 40 000 años. Semejante observación no es aceptada fácilmente por otros estudiosos que dicen que los cuarzos difícilmente tienen formas definidas que puedan ser consideradas manufactura y que no tiene sentido que los supuestos habitantes de la caverna hubiesen preferido el cuarzo a la piedra abundante del lugar. Las objeciones no restan los misterios que abre Pedra Furada y las excavaciones continúan. Pero aún más al sur, en Chile, las excavaciones de Tom Dillehay y otros muchos arqueólogos en Monte Verde revelan restos de comida e instrumentos que se datan de hace 12 000 e incluso 30 000 años. También Monte Verde es contestado por muchos como una de las más antiguas evidencias humanas en América, pero son más contundentes que las que existen en el hemisferio boreal del continente.[74]
2. Las culturas prehistóricas y las civilizaciones de América se desarrollaron de manera aislada al resto del planeta.
3. La Revolución Neolítica americana es original y carece de toda relación con la que se produjo en la Mesopotamia asiática.
4. El puente de Beringia desapareció hace 11 000 años (Scott A. Elias)[32] y, con la excepción de los esquimales, que mantuvieron ininterrumpidamente contactos comerciales marítimos de verano entre Siberia y Alaska,[75] y con Groenlandia, no hay pruebas contundentes que permitan concluir definitivamente que los pueblos amerindios mantuvieron contactos con pueblos de otros continentes. Sin embargo, está plenamente probado que en 982 los vikingos comenzaron la exploración de Groenlandia y Canadá y, establecieron una aldea en L'Anse aux Meadows (isla de Terranova); pero su penetración en el continente no fue significativa. Los científicos debaten varias evidencias del contacto de los polinesios con los indígenas americanos.[76]

Otras hipótesis, como la llegada de los fenicios, egipcios, griegos, hebreos, chinos y japoneses gracias a sus habilidades náuticas, siguen siendo hipótesis de difícil demostración. Menos pruebas hay aún de una eventual presencia de amerindios en los demás continentes.
La América antigua
Hace más de tres mil años se desarrollaron dos grandes civilizaciones en América: la olmeca, en el este de México, y la cultura Chavín , en la costa norte de Perú. 
Los olmecas fueron una cultura que se desarrolló durante el periodo preclásico de Mesoamérica. Aunque se han encontrado vestigios de su presencia en amplias zonas de Mesoamérica Olmeca. 

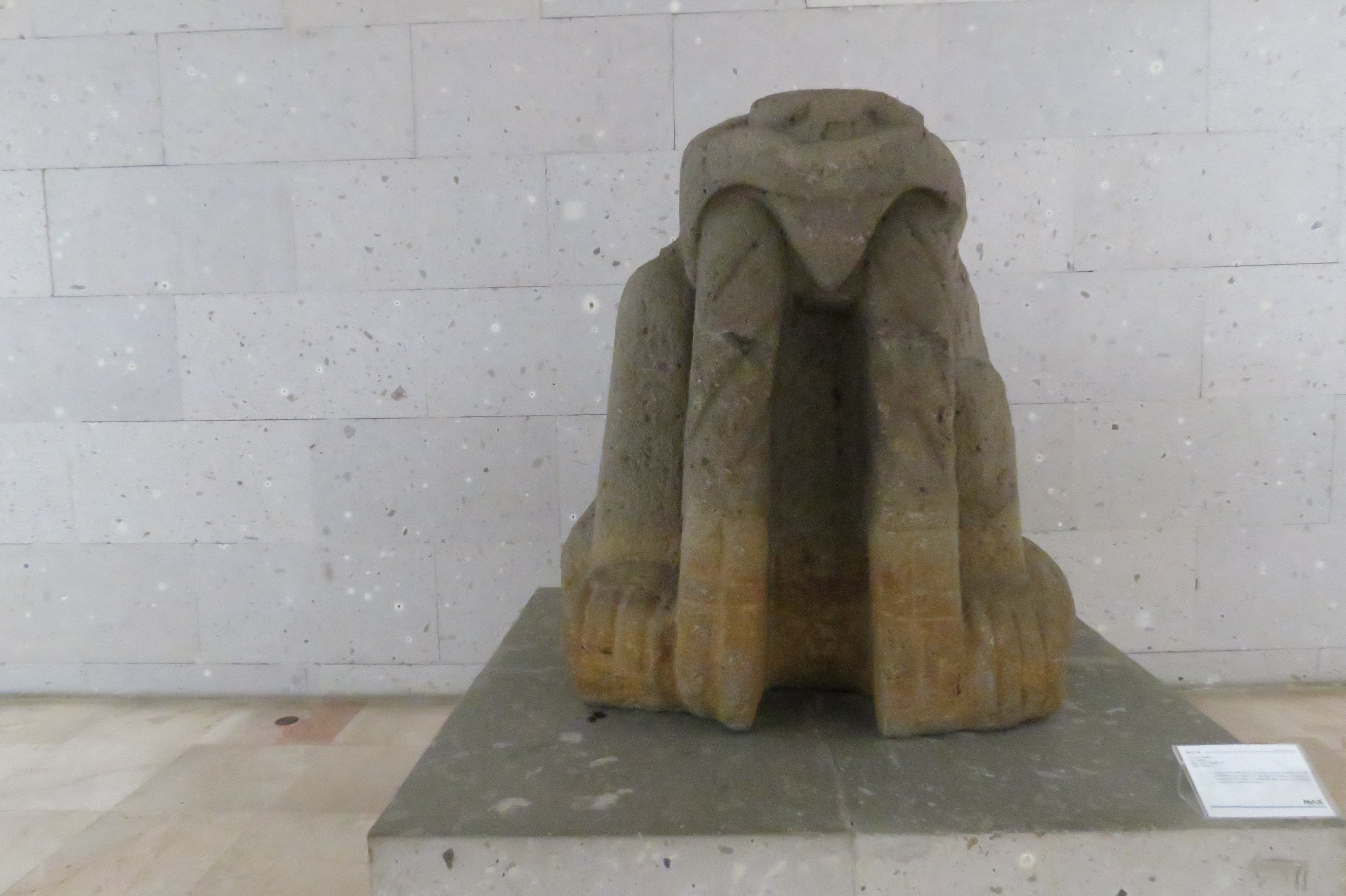
Jaguar Cultura Olmeca 2

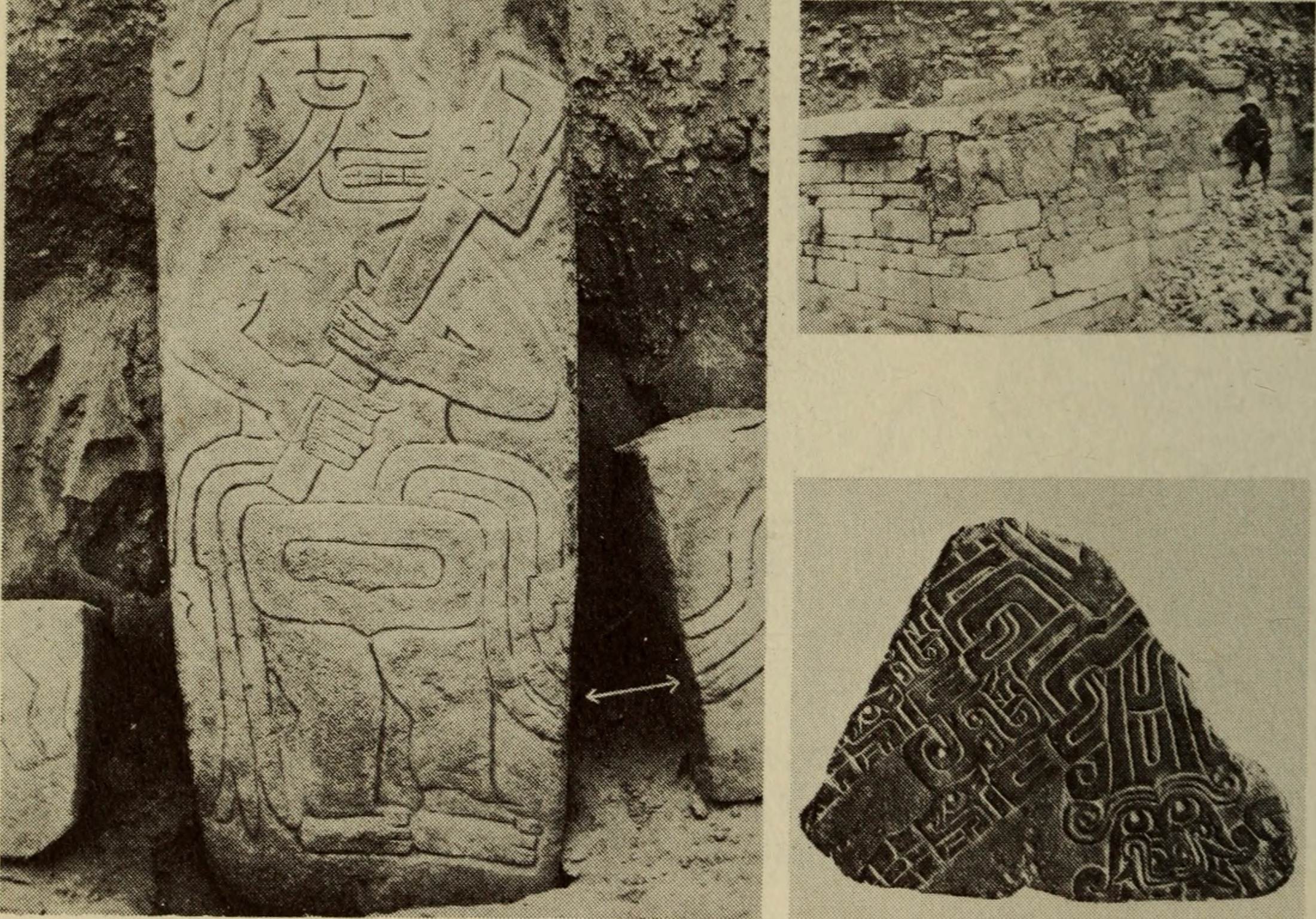
Image from page 91 of "Andean culture history" (1964) CulturaChavín

Chavín de Huántar o cultura chavín es una cultura arqueológica del Antiguo Perú que se desarrolló durante el Horizonte Temprano (1200 a. C.-400 a. C.) Tuvo su centro de desarrollo en la ciudad de Chavín de Huántar, que está ubicada a 2 km de la confluencia de los ríos Huachecsa y Mosna, en la cuenca alta del río Marañón (en el actual departamento de Áncash).
Cultura chavín

### Fechas propuestas para diferentes yacimientos
- Topper (Carolina del Sur, Estados Unidos). Restos humanos fechados hacia el año 50 000 AP (antes del presente).
- Pedra Furada (Piauí, Brasil). Restos humanos fechados hacia el año 50 000 AP.
- American Falls (Estados Unidos). Restos fechados hacia el año 43 000 AP.
- Cuenca del Valsequillo (México). Huellas humanas fechadas hacia el año 40 000 AP.[77][78][79]
- Cueva de Cacao (Antofagasta de la Sierra, Argentina) artefactos líticos asociados a dos costillas de milodote datadas en 40.000 años AP.[80]
- Sitio del lago Lewisville (Denton, Texas, Estados Unidos), artefactos de piedra con fechas de 37 000 años AP.[81][82][83]
- Monte Verde II (Puerto Montt, Chile). Restos de 33 000 años.
- El Cedral (SLP, México). Restos humanos y artefactos líticos con una antigüedad de 31 000 años AP.
- Cueva del Chiquihuite (Concepción del Oro, México), industria lítica de 27 000 años.[84]
- Santa Elina, Serra das Araras, (Mato Grosso, Brasil) Algunos artefactos líticos, 27 000 años.[85]
- White Sands, Nuevo México,  Estados Unidos, huellas de pies humanos delimitadas por capas de semillas datadas por radiocarbono calibradas entre 23 y 21 mil años AP.[86]
- Tequixquiac (Méx, México). Hueso sacro de Tequixquiac de hace 22 000 años.
- Tlapacoya (Méx, México). Navaja de obsidiana de hace 21 000 años.
- Chiribiquete, Colombia, pinturas rupestres de hasta 19 510 años.
- Meadowcroft Rockshelter (58 km de Pittsburgh, Estados Unidos) 16 000 a 19 000 años.
- Buttermilk Creek, Condado de Bell (Texas) 15 500 a 16 000 años.
- Piquimachay (Ayacucho, Perú). Puntas de proyectil, raspadores, cuchillos; de 17 000 años, aproximadamente. El antropólogo Mc Neish opina que estos inmigrantes llegaron a los Andes peruanos hace 22 000 años.
- Monte Verde I (Puerto Montt, Chile). Restos de 14 800 años.[41]
- Page-Ladson, Florida. Puntas de lanza de marfil, artefactos de piedra y huesos de mastodonte con marcas de corte, datados entre 15 405 y 14 146 años AP.
- Cavernas de Tulum (Tulum, México). Cuatro esqueletos humanos, 14 500, 12 000 y 10 000 años.
- Isla Triquet (Canadá). Fogón de hace 14 000 años.[87]
- Taima Taima, El Muaco y El Jobo (Venezuela). Industria lítica muy tosca, de 14 000 y 12 000 años.
- Manis Mastodon (estado de Washington). Punta de proyectil de hueso de hace 13 800 años.
- El Guitarrero (Ancash, Perú). Industria lítica de lascas, una punta de proyectil y un cuchillo; ambas bifaciales, de hace 13 000 años.
- Piedra Museo (Santa Cruz, Argentina). Restos de 13 000 años.
- Mujer del Peñón (Peñón de los Baños, México). Restos de 13 000 años.
- Quebrada Maní (Desierto de Atacama, Chile). Asentamiento de 12 790 años.[88]
- El Abra (Zipaquirá, Colombia). Instrumentos líticos, asociados con huesos de animales y fragmentos de carbón vegetal de 12 400 años.[89]
- Las Vegas (Santa Elena, Ecuador). Cementerio con 200 enterramientos diferentes fechados en el 12 000 AP y vestigios del cultivo del zapallo en el 9000 AP
- Chivateros (Callao, Perú). Industria lítica para labores de recolección, de hace 12 000 años.
- Los Toldos (Santa Cruz, Argentina). Restos de caza y recolección de hace 12 000 años.[90]
- Lagoa Santa (Brasil). Restos fósiles de hace 12 000 años.
- Lapa Vermelha (Brasil) cráneo y esqueleto de Luzia, de hace 11 400 años.[91]
- Gruta Pedra Pintada (Pará, Brasil). Pinturas rupestres e industria lítica fechadas hacia el año 11 310 AP.[92]
- Hombre de Los Vilos (Los Vilos, Chile). Esqueleto humano de hace 11 230 años.[93]
- Clovis. Restos de caza y recolección de hace 11 050 años.[94]
- Cueva Fell (Tierra del Fuego, Chile). Restos datados entre 10 000 y 11 000 años.[95]
- Paiján (La Libertad, Perú). Esqueletos humanos de hace 10 000 años.
- Lauricocha (Huánuco, Perú). Industria lítica, fósiles de animales, plantas y esqueletos humanos y pinturas rupestres de hace 10 000 años.
- Fósiles de Aztahuacan (Iztapalapa, Ciudad de México). Restos datados en  ±10 300 años.[96]
- Toquepala (Tacna, Perú). Pinturas rupestres de hace 9000 años.
- Cueva de las Manos (Santa Cruz, Argentina). Pinturas rupestres de hace 9300 años.
- Yacimientos arqueológicos «Monte Hermoso I» y «Las Ollas», en Monte Hermoso (provincia de Buenos Aires, Argentina). Pisadas humanas y herramientas líticas. Hace aprox. 7000 años.
- Intihuasi (Argentina). Restos precerámicos de hace 6000 años.